# Mexicomiris
Mexicomiris is een geslacht van wantsen uit de familie van de Miridae (Blindwantsen). Het geslacht werd voor het eerst wetenschappelijk beschreven door Carvalho & Schaffner in 1974.

## Soorten
Het genus bevat de volgende soorten:

- Mexicomiris myrmecoides Carvalho & Schaffner, 1973
- Mexicomiris puelbensis Carvalho & Schaffner, 1975
- Mexicomiris querciola Carvalho & Schaffner, 1975
- Mexicomiris rubidus Carvalho & Schaffner, 1973
- Mexicomiris texanus Carvalho, 1986